# Stefan Wessels
Stefan Wessels (Rahden, 28 de fevereiro de 1979) é um ex-futebolista alemão que atuava como goleiro. Atualmente é treinador de goleiros na Seleção Sub-20 da Alemanha.

## Carreira em clubes
Após jogar por SV Eintracht Schepsdorf e TuS Lingen na base, Wessels chegou ao Bayern de Munique em 1998, inicialmente para atuar no time reserva, mas foi promovido à equipe principal em setembro de 1999 para suprir as ausências de Oliver Kahn e Bernd Dreher. Sua estreia foi no empate por 1 a 1 com o Rangers, pela Liga dos Campeões da UEFA, e embora suas atuações fossem elogiadas quando atuou (entrou em campo mais 4 vezes na temporada), não ameaçou a titularidade de Kahn durante o período em que ficou vinculado ao Bayern, onde atuaria em 18 jogos pelo time principal e 63 pela equipe B.
Em 2003, assinou com o Köln, onde teve uma passagem de altos e baixos: rebaixado em sua primeira temporada pelos Bodes, obteve o acesso em 2004–05, caiu novamente para a Segunda Divisão um ano depois e subiu novamente para a Bundesliga em 2006–07. Sem espaço após a contratação do colombiano Faryd Mondragón, Wessels perdeu espaço e deixou o Köln para assinar com o Everton, sendo o primeiro jogador alemão contratado pela equipe de Liverpool. A estreia pelos Toffees foi contra o Manchester United, substituindo o lesionado Tim Howard na derrota por 1 a 0. Ainda disputaria outras 5 partidas antes de sair do Everton após o final de seu contrato.
Voltaria ao futebol alemão em 2008 ao ser contratado pelo VfL Osnabrück, disputando 22 partidas (21 pela segunda divisão e uma pela Copa da Alemanha), deixando a equipe após o rebaixamento à terceira divisão.
Assinou com o Basel numa transferência sem custos em outubro de 2009, sendo comandado por Thorsten Fink, com quem atuara no Bayern. Estreou em novembro do mesmo ano contra o Zürich, pela Copa da Suíça, e também atuou contra o Young Boys (única partida pelo Campeonato Suíço), chegando a defender um pênalti.
Em julho de 2010, realizou um período de testes no West Ham United e jogou um amistoso contra o Burton Albion, que terminou com derrota dos Hammers por 4 a 2. O time de Londres optou em não contratar Wessels, que ficou 6 meses fora dos gramados e voltaria a atuar em janeiro de 2011, no Odense BK, que foi também sua última equipe como atleta profissional.

## Carreira internacional
Representou a Alemanha até a categoria Sub-21, pela qual disputou uma partida em 2000, além de ter disputado 2 jogos pelo time B em 2006.

## Pós-aposentadoria
Após deixar os gramados, Wessels passou a trabalhar como treinador de goleiros, inicialmente treinando os atletas da posição no Meppen (alternando entre os times principal e de base). Foi também preparador nas seleções juvenis da Alemanha até 2017, quando voltaria ao VfL Osnabrück, trabalhando paralelamente nas equipes de base da Mannschaft.
Durante a Eurocopa de 2024, fez parte da comissão técnica de Julian Nagelsmann.

## Títulos
Bayern de Munique
- Bundesliga: 1999–00, 2000–01, 2002–03
- Copa da Alemanha: 1999–00, 2002–03
- Copa da Liga Alemã:  1999, 2000
- Liga dos Campeões da UEFA: 2000–01
- Copa Intercontinental: 2001

Köln
- 2. Bundesliga: 2004–05

Basel
- Campeonato Suíço: 2009–10
- Copa da Suíça: 2009–10[9]